# 1276
Високе Середньовіччя •  Реконкіста •  Хрестові походи •  Монгольська імперія

## Геополітична ситуація
Михайло VIII Палеолог є імператором Візантійської імперії (до 1282), а Рудольф I королем Німеччини (до 1291). У Франції править Філіп III Сміливий (до 1285).
Апеннінський півострів розділений: північ належить Священній Римській імперії, середню частину займає Папська область, південь належить Сицилійському королівству. Деякі міста півночі: Венеція, Піза, Генуя тощо, мають статус міст-республік.
Майже весь Піренейський півострів займають християнські Кастилія (Леон, Астурія, Галісія), Наварра, Арагонське королівство (Арагон, Барселона) та Португалія, під владою маврів залишилися тільки землі на самому півдні. Едуард I Довгоногий є королем Англії (до 1307), Пржемисл Отакар II — Богемії (до 1278), а королем Данії — Ерік V (до 1286).
Руські землі перебувають під владою Золотої Орди. Король Русі Лев Данилович править у Києві та Галичі (до 1301), Роман Михайлович Старий — у Чернігові (до 1288), Дмитро Олександрович Переяславський — у Володимиро-Суздальському князівстві (до 1294). На чолі королівства Угорщина стоїть Ласло IV Кун (до 1290). У Кракові княжить Болеслав V Сором'язливий (до 1279).
Монгольська імперія займає більшу частину Азії, але вона розділена на окремі улуси, що воюють між собою. У північному Китаї править монгольська династія Юань, на півдні династія Сун усе ще чинить опір завойовникам. У Єгипті правлять мамлюки. Невеликі території на Близькому Сході утримують хрестоносці. Мариніди правлять у Магрибі. Делійський султанат є наймогутнішою державою Північної Індії, а на півдні Індії держава Пандья витісняє Чолу. В Японії триває період Камакура.
Цивілізація майя переживає посткласичний період. Почала зароджуватися цивілізація ацтеків.

## Події
- У Володимирі-на-Клязьмі почав княжити Дмитро Олександрович Переяславський.
- Король Німеччини Рудольф I розпочав війну проти короля Богемії Пржемисла Отакара II, взяв в облогу Відень. Пржемисл Отакар II змушений поступитися всіма землями крім Богемії та Моравії.
- У Римі тричі змінювався понтифік. Послідовно папами обирали Іннокентія V, Адріана V та Івана XXI.
- Аугсбург та Равенсбург отримали статус вільних імперських міст.
- Королем Сербії став Стефан Драгутин.
- Педро III став королем Арагону.
- У Кастилії Санчо IV Хоробрий почав війну за свою спадщину.
- У Валенсії спалахнуло повстання мудехарів.
- Столиця південнокитайської династії Сун, місто Ханчжоу, впало під ударами військ Монгольської імперії.